# Мови Індії

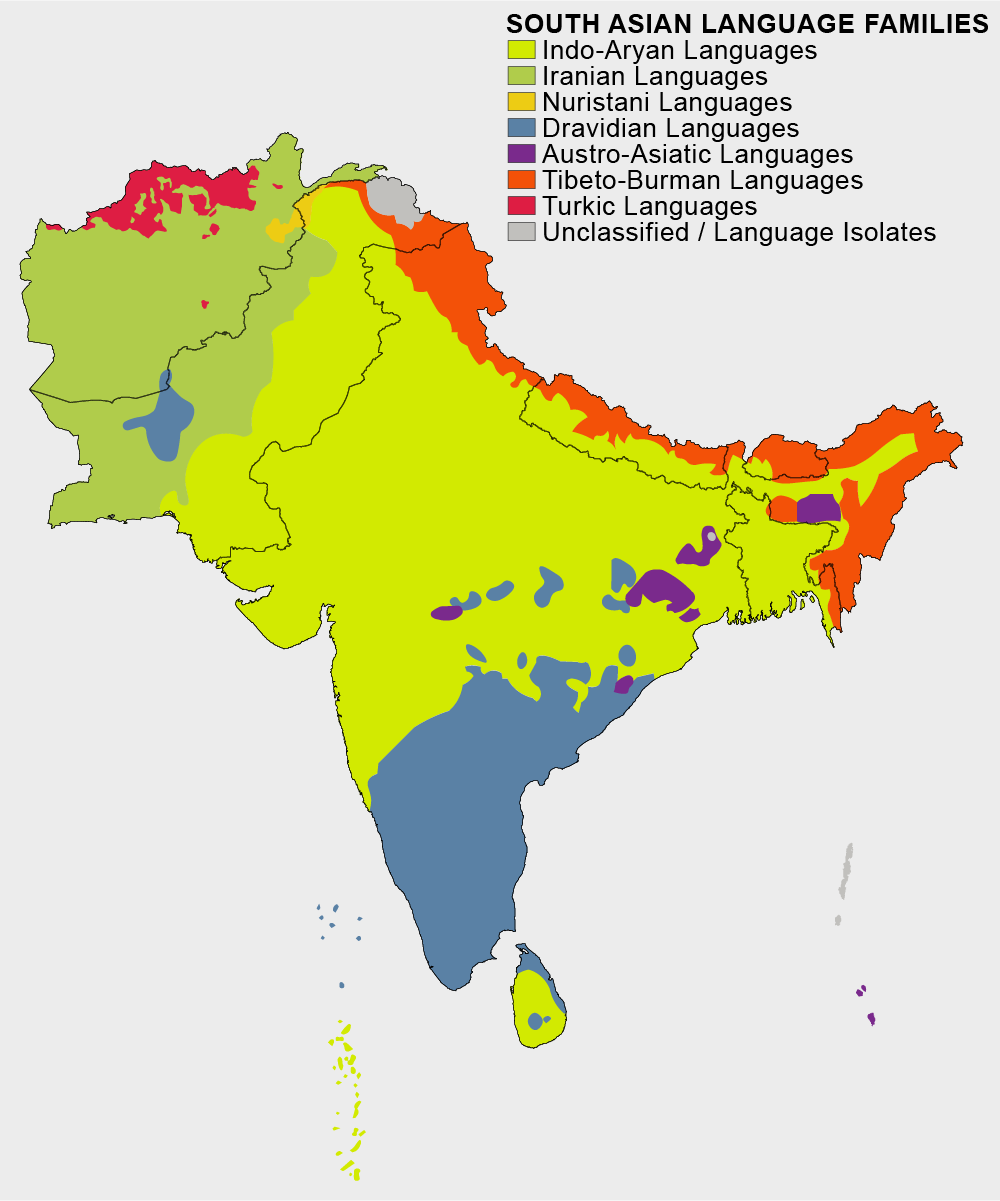

Мови Індії — мови корінного населення Індії. Індія — багатомовна країна, індійці розмовляють кількома сотнями різних мов. Як свідчить перепис 2001-го року, 29 різних мов мають понад мільйон мовців, 122 мови — понад 10 тис. мовців.
Статус офіційної мови Республіки Індія має мова гінді. Це вказано в Конституції Індії:
Офіційною мовою Союзу буде гінді з використанням письма деванаґарі.
Ні Конституція, ні законодавство Індії не визначає державної мови. Конституція визнає англійську мову як допоміжну офіційну мову.
Мови Індії належать до кількох великих мовних сімей, найбільшими з яких індо-європейська (цими мовами розмовляє 70 % індійців) та дравідійська (22 % індійців). Інші мови Індії належать австроазійської сім'ї та тибето-бірманської сім'ї. Існує також кілька ізолятів.
Впродовж тисячоліть контактів між 4 основними мовними родинами різні мови значно вплинули одна на іншу. Крім того мови Індії зазнали значного впливу з боку мов народів, з якими індійцям доводилося спілкуватися, особливо перської, англійської та португальської.

## Історія
Північні індійські мови, що належать до індоєвропейської мовної сім'ї, розвинулися із стародавніх індоарійских, таких як санскрит, в середні віки пройшовши шлях через пракрити та апабхарамша. Серед дослідників не існує згоди, щодо точних дат виникнення сучасних північно-індійських мов, таких як гуджараті, гінді, маратхі, сараїкі, пенджабі, синдхі, бенгалі, орія та ассамської мови. Вважається, що це сталося десь на межі першого та другого тисячоліття. На кожну із зазначених мов впливали мови сусідів, зокрема на гінді/урду та споріднену хіндустані особливий вплив мала перська мова.
Дравідійські мови Південної Індії виникли незалежно від санскриту. Найзначиміші серед них телугу, тамільська, малаялам та каннада. Аустроазійські та тибето-бірманські мови Північно-Східної Індії теж мали свій незалежний шлях розвитку.

## Офіційні мови штатів
Окремі штати мають право встановлювати власні офіційні мови. Наприклад, у Тамілнад єдиною офіційною мовою є тамільська, а в штаті Карнатака статус єдиної офіційної мови має каннада. Штат Джамму і Кашмір має три офіційні мови — кашмірі, урду та догрі.
Загалом у країні нараховується 23 мови, які мають статус офіційних у певних її частинах. Наступна таблиця дає перелік цих мов станом на травень 2008-го року та регіони їх поширення.
| Мова       | Сім'я                           | Кількість мовців на 2001 (млн.) | Регіони поширення                                                                    |
| ---------- | ------------------------------- | ------------------------------- | ------------------------------------------------------------------------------------ |
| Ассамська  | індоарійська, східна            | 13                              | Ассам                                                                                |
| Бенгалі    | індоарійська, східна            | 83                              | Західна Бенгалія, Ассам, Джхаркханд, Трипура                                         |
| Бодо       | тибето-бірманська               | 1,2                             | Ассам                                                                                |
| Догрі      | індоарійська, північна          | 0,1                             | Джамму і Кашмір                                                                      |
| Гуджараті  | індоарійська, західна           | 46                              | Гуджарат, Махараштра, Тамілнад                                                       |
| Гінді      | індоарійська                    | 422                             | Пояс гінді, Північна Індія                                                           |
| Каннада    | дравидська, південна            | 38                              | Карнатака, Махараштра, Тамілнад, Ґоа                                                 |
| Кашмірі    | дардична                        | 5,5                             | Джамму і Кашмір                                                                      |
| Конкані    | індоарійська, південна          | 2,5                             | Конкан (Ґоа, Карнатака, Махараштра, Керала)                                          |
| Майтхілі   | індоарійська, східна            | 12                              | Біхар                                                                                |
| Малаялам   | дравидська, південна            | 33                              | Керала, Лакшадвіп, Махе, Пудучеррі                                                   |
| Мейтей     | тибето-бірманська               | 1,5                             | Маніпур                                                                              |
| Маратхі    | індоарійська, південна          | 72                              | Махараштра, Карнатака, Мадх'я-Прадеш, Ґуджарат, Андхра Прадеш, Ґоа                   |
| Непальська | індоарійська, північна          | 2,5                             | Сіккім, Західна Бенгалія, Ассам                                                      |
| Орія       | індо-арійська, східна           | 33                              | Орісса                                                                               |
| Пенджабі   | індоарійська                    | 29                              | Пенджаб, Чандіґарх, Делі, Хар'яна                                                    |
| Санскрит   | індоарійська                    | 0,05                            | Маттур                                                                               |
| Санталі    | мунда                           | 6,5                             | сантальські племена плато Чота Наґпур (штати Біхар, Чхаттісґарх, Джхаркханд, Орісса) |
| Синдхі     | індоарійська, північно-західна  | 2,5                             | Ґуджарат, Махараштра, Раджастан, Мадх'я Прадеш                                       |
| Тамільська | дравидська, південна            | 61                              | Тамілнад, Карнатака, Пудучеррі, Андхра Прадеш, Керала, Махараштра                    |
| Телугу     | дравидська, південно-центральна | 74                              | Андхра Прадеш, Карнатака, Тамілнад, Махараштра, Орісса                               |
| Урду       | індоарійська, центральна        | 52                              | Джамму і Кашмір, Андхра Прадеш, Делі, Біхар, Уттар-Прадеш, Уттаракханд               |

Гінді — офіційна мова у штатах Уттар-Прадеш, Біхар, Джхаркханд, Уттаракханд, Мадх'я Прадеш, Раджастан, Чхаттісґарх, Гімачал-Прадеш, Хар'яна та в національній столиці, території Делі. Бенгалі — офіційна мова штатів Західна Бенгалія, Маніпур, Трипура, а також у деяких інших частинах північного заходу. Маратхі — офіційна мова штату Махараштра, пенджабі — Пенджабу, Гімачал-Прадеш, Хар'яна. Офіційними мовами столиці Делі є гінді та пенджабі. Ґуджараті — офіційна мова Ґуджарату. Тамільська мова офіційна в Тамілнад, Пудучеррі та на Андаманських і Нікобарських островах.
Малаялам офіційна в штатах Керала та Лакшадвіп.
Каннада офіційна мова Карнатаки. Телугу та урду офіційні мови Андхра Прадеш, Орія — Орісси, ассамська мова — Ассаму. Урду має офіційний статус у штатах Делі, Уттар-Прадеш, Біхар, Андхра Прадеш та Джамму і Кашмір. Англійська мова є допоміжною офіційною мовою у всьому Союзі, кожен із наведених штатів має ще одну допоміжну офіційну мову.

## Мовні конфлікти
Між носіями різних мов у Індії існує певне тертя, що проявляється в конфліктах щодо прав тієї чи іншої мови.
Перший значний конфлікт виник у Тамілнад і був пов'язаний із планами запровадження гінді, як єдиної офіційної мови. Політичні аналітики пов'язують цей конфлікт із приходом до влади у штаті партії Дравида Муннетра Кажаґам і майже повного витіснення в ньому партії Індійський Національний Конгрес.
В інших штатах, таких як Бенгалія, Махараштра, Карнатака й, до певної міри, Керала теж існує сильне почуття гордості за свою мову. Виражаючи осуд нав'язуванню чужої місцевим жителям мови гінді в результаті перевищення своїх конституційних повноважень центральними органами влади, уряди Махараштри та Карнатаки запровадили обов'язкове вивчення державних мов штатів у навчальних закладах.
Уряд Індії намагається пом'якшити ці конфлікти за допомогою різноманітних кампаній, координованих Центральним інститутом індійських мов та відділеннями міністерства розвитку людських ресурсів.

## Статистика
Розподіл населення штатів та союзних територій Індії за рідною мовою за переписом 2001 року, %
|                                   | населення    | Гінді | Бенгалі | Телугу | Маратхі | Тамільська | Урду | Гуджараті | Каннада | Малаялам | Орія | Пенджабі | Ассамська | Майтхілі | інші |
| Індія                             | 1028 610 328 | 41,0  | 8,1     | 7,2    | 7,0     | 5,9        | 5,0  | 4,5       | 3,7     | 3,2      | 3,2  | 2,8      | 1,3       | 1,2      | 5,9  |
| --------------------------------- | ------------ | ----- | ------- | ------ | ------- | ---------- | ---- | --------- | ------- | -------- | ---- | -------- | --------- | -------- | ---- |
| Андаманські і Нікобарські острови | 356 152      | 18,2  | 25,7    | 12,8   | 0,4     | 17,7       | 0,5  | 0,1       | 0,1     | 8,1      | 0,2  | 0,5      |           |          | 15,7 |
| Андхра-Прадеш                     | 76 210 007   | 3,2   | 0,1     | 83,9   | 0,8     | 1,0        | 8,6  | 0,1       | 0,7     | 0,1      | 0,4  |          |           |          | 1,1  |
| Аруначал-Прадеш                   | 1 097 968    | 7,4   | 8,8     | 0,1    | 0,2     | 0,1        | 0,1  |           |         | 0,5      | 0,7  | 0,3      | 4,7       | 0,3      | 76,7 |
| Ассам                             | 26 655 528   | 5,9   | 27,5    | 0,1    |         |            |      |           |         |          | 0,9  | 0,1      | 48,8      |          | 16,5 |
| Біхар                             | 82 998 509   | 73,1  | 0,5     |        |         |            | 11,4 |           |         |          |      |          |           | 14,3     | 0,7  |
| Гоа                               | 1 347 668    | 5,7   | 0,3     | 0,9    | 22,6    | 0,6        | 4,0  | 0,7       | 5,5     | 1,1      | 0,2  | 0,1      |           |          | 58,2 |
| Гуджарат                          | 50 671 017   | 4,7   | 0,1     | 0,1    | 1,5     | 0,1        | 1,1  | 84,4      |         | 0,1      | 0,2  | 0,1      |           |          | 7,5  |
| Дадра і Нагар-Хавелі              | 220 490      | 15,1  | 0,6     | 0,3    | 5,3     | 0,3        | 0,5  | 23,6      | 0,3     | 0,8      | 0,8  | 0,1      | 0,1       | 0,4      | 51,9 |
| Даман і Діу                       | 158 204      | 19,4  | 1,1     | 0,2    | 4,3     | 0,2        | 0,4  | 67,7      | 0,2     | 0,7      | 1,3  | 0,2      | 0,2       | 0,2      | 3,8  |
| Делі                              | 13 850 507   | 80,9  | 1,5     | 0,2    | 0,2     | 0,7        | 6,3  | 0,3       | 0,1     | 0,7      | 0,2  | 7,1      |           | 0,6      | 1,1  |
| Джамму та Кашмір                  | 10 143 700   | 18,4  | 0,1     | 0,1    | 0,1     | 0,1        | 0,1  |           |         | 0,1      | 0,1  | 1,9      | 0,1       |          | 78,8 |
| Джаркханд                         | 26 945 829   | 57,6  | 9,7     | 0,1    | 0,1     |            | 8,6  | 0,1       |         |          | 1,7  | 0,3      |           | 0,5      | 21,2 |
| Західний Бенгал                   | 80 176 197   | 7,2   | 85,3    | 0,3    |         |            | 2,1  | 0,1       |         |          | 0,2  | 0,1      |           |          | 4,8  |
| Карнатака                         | 52 850 562   | 2,5   | 0,1     | 7,0    | 3,6     | 3,5        | 10,5 | 0,2       | 65,9    | 1,3      |      |          |           |          | 5,3  |
| Керала                            | 31 841 374   | 0,1   |         | 0,2    | 0,1     | 1,9        |      | 0,1       | 0,3     | 96,7     |      |          |           |          | 0,7  |
| Лакшадвіп                         | 60 650       | 0,2   |         |        | 0,1     | 0,6        |      | 0,2       | 0,1     | 85,0     |      |          |           |          | 13,7 |
| Мадх'я-Прадеш                     | 60 348 023   | 87,3  | 0,2     |        | 2,1     | 0,0        | 2,0  | 0,3       |         | 0,1      |      | 0,2      |           |          | 7,7  |
| Маніпур                           | 2 166 788    | 1,1   | 1,3     |        |         | 0,1        |      |           |         | 0,1      |      | 0,1      | 0,1       |          | 97,2 |
| Махараштра                        | 96 878 627   | 11,0  | 0,3     | 1,5    | 68,8    | 0,5        | 7,1  | 2,4       | 1,3     | 0,4      | 0,1  | 0,3      |           |          | 6,2  |
| Мегхалая                          | 2 318 822    | 2,2   | 8,0     |        | 1,7     |            | 0,1  |           |         | 0,1      | 0,1  | 0,2      | 1,6       |          | 86,0 |
| Мізорам                           | 888 573      | 1,2   | 9,0     |        |         |            |      |           |         | 0,1      |      | 0,1      | 0,1       |          | 89,3 |
| Нагаленд                          | 1 990 036    | 2,9   | 3,0     | 0,1    | 0,1     | 0,1        |      |           |         | 0,2      | 0,2  | 0,1      | 0,8       |          | 92,5 |
| Орісса                            | 36 804 660   | 2,8   | 1,3     | 1,9    |         |            | 1,7  |           |         |          | 83,0 | 0,1      |           |          | 9,0  |
| Пенджаб                           | 24 358 999   | 7,6   | 0,1     |        |         | 0,1        | 0,1  |           |         |          |      | 91,7     |           |          | 0,2  |
| Пондішері                         | 974 345      | 0,4   | 0,1     | 5,2    | 0,1     | 88,4       | 0,7  | 0,1       | 0,2     | 4,4      | 0,1  |          |           |          | 0,2  |
| Раджастхан                        | 56 507 188   | 91,0  | 0,1     |        |         |            | 1,2  | 0,1       |         | 0,1      |      | 2,0      |           |          | 5,5  |
| Сіккім                            | 540 851      | 6,7   | 1,2     | 0,1    | 0,1     | 0,1        | 0,5  |           |         | 0,2      | 0,1  | 0,3      | 0,1       | 0,1      | 90,6 |
| Тамілнад                          | 62 405 679   | 0,3   |         | 5,7    | 0,1     | 89,4       | 1,5  | 0,3       | 1,7     | 0,9      |      |          |           |          | 0,1  |
| Трипура                           | 31 99 203    | 1,7   | 67,1    | 0,1    |         |            |      |           |         | 0,1      | 0,7  | 0,1      |           |          | 30,0 |
| Уттаракханд                       | 8 489 349    | 88,0  | 1,5     |        |         |            | 5,9  |           |         |          |      | 2,9      |           |          | 1,6  |
| Уттар-Прадеш                      | 166 197 921  | 91,3  | 0,1     |        |         |            | 8,0  |           |         |          |      | 0,3      |           |          | 0,2  |
| Хар'яна                           | 21 144 564   | 87,3  | 0,2     |        |         |            | 1,2  |           |         | 0,1      | 0,1  | 10,6     |           | 0,1      | 0,4  |
| Гімачал-Прадеш                    | 6 077 900    | 89,0  | 0,1     |        |         | 0,0        | 0,1  |           |         |          | 0,1  | 6,0      |           |          | 4,6  |
| Чандігарх                         | 900 635      | 67,5  | 0,6     | 0,2    | 0,1     | 0,6        | 0,8  | 0,4       | 0,1     | 0,3      | 0,2  | 27,9     |           | 0,1      | 1,2  |
| Чхаттісґарх                       | 20 833 803   | 82,6  | 1,0     | 0,7    | 0,7     | 0,1        | 0,4  | 0,2       |         | 0,1      | 3,9  | 0,3      |           |          | 9,9  |

Надійної статистики розповсюдження англійської мови в Індії не існує. Близько 230 тисяч індійців вважають англійську мову своєю рідною. За суб'єктивними оцінками частка індійців що володіють англійською складає від 2 % до 10 %. Верхня межа може бути інтерпретована як розуміння базової англійської, нижня межа — як володіння англійською порівняне із носіями мови.